# Cronstads skans
Cronstads skans uppfördes som ny central förrådsfästning på Frösön i Jämtland åren 1711–1713 och ersatte Frösö skans. Skansen hade fast artilleribemanning som indrogs 1815, då skansen raserades efter unionen med Norge. 
Kommendanthuset bevarades på platsen till 1937 då det nedmonterades och återuppfördes 1950 i Östersund av Kamratföreningen Norrlandsartillerister.
Den siste kommendant var kaptenen vid Svea artilleriregemente Eric Micaël Krabbe.
Från 1809 var skansens officiella namn Frösö skans, det vill säga i likhet med den första Frösö skans.